# Лопес Эстрада, Карлос
Карлос Лопес Эстрада (англ. Carlos López Estrada; род. 12 сентября 1988) — американский режиссёр мексиканского происхождения .

## Биография
Родившись в Мексике, он переехал в США, когда ему было 12 лет, а затем поступил в Университет Чепмена.
Его режиссёрский дебют в художественном кино состоялся в 2018 году с фильмом «Слепые пятна» (в главных ролях ролях Дэвид Диггс и Рафаэль Касаль). В 2018 году Лопес Эстрада снял видеоклип Билли Айлиш на песню «When the Party’s Over».
В октябре 2019 года Walt Disney Animation Studios объявила, что они разрабатывают художественный фильм с Лопесом Эстрадой. Лопес Эстрада также запланирован в качестве режиссёра будущего ремейка диснеевского «Робин Гуда» в компьютерной графике. Карлос Лопес Эстрада является соавтором мультфильма «Райя и последний дракон» вместе с Доном Холлом. Лопес Эстрада также собирается снять оригинальный анимационный фильм Disney, который выйдет на экраны в 2023 году.

## Фильмография
Режиссёр
- 2018 — Слепые пятна / Blindspotting
- 2019 — Легион / Legion (серия «Chapter 20»)
- 2020 — Летнее время / Summertime
- 2021 — Райя и последний дракон / Raya and the Last Dragon

Актёр
- 2006 — Два лица страсти / Las dos caras de Ana — Лукас Санчес (1 серия)
- 2007 — Страсть / Pasión — Клаудио Фернандес де ла Куэва (2 серии)